# Résolution 78/316 de l'Assemblée générale des Nations unies
- pour
- contre
- abstention
- absent

La résolution 78/316 de l'Assemblée générale des Nations unies, a été adoptée le 11 juillet 2024. Par cette résolution, l'Assemblée générale exige de nouveau le retrait des forces de la Fédération de Russie du territoire internationalement reconnu de l'Ukraine, et en particulier de la centrale nucléaire de Zaporijjia, que la première occupe depuis le début de l'invasion à grande échelle de l'Ukraine par la Russie en 2022, ainsi que la restitution du contrôle de l'installation à l'Ukraine, dans le cadre de la guerre russo-ukrainienne.
La résolution a été adoptée par 99 voix pour, 9 voix contre, et 60 abstentions,.

## Contexte

### Contexte militaire
Depuis février 2014, la fédération de Russie occupe l'oblast ukrainien de Crimée et soutien des forces irrégulières à l'Est de l'Ukraine dans la région du Donbass, en violation du droit international public. Depuis le 24 février 2022, la même Fédération a lancé une large offensive contre l'intégralité du territoire ukrainien, à la suite de laquelle elle occupe la rive gauche du Dniepr dans l'oblast de Zaporijjia, dans le Sud du pays, dont le ville d'Enerhodar, et sa centrale nucléaire, la plus grande d'Europe. 

Cette situation, et la proximité entre la centrale et les combats a suscité une grande inquiétude de la part d'une large partie de la société internationale, dont l'Agence internationale de l'énergie atomique (AIEA). Cette dernière a conduit plusieurs missions sur place, et a tenté d'instaurer un cadre entre les parties pour préserver l'intégrité de la structure et éviter tout incident aux lourdes conséquences. Elle a déploré plusieurs attaques contre la centrale et les autres infrastructures énergétiques ukrainiennes et les combats ailleurs sur le territoire, augmentant sérieusement le risque pour la sécurité de l'installation. 

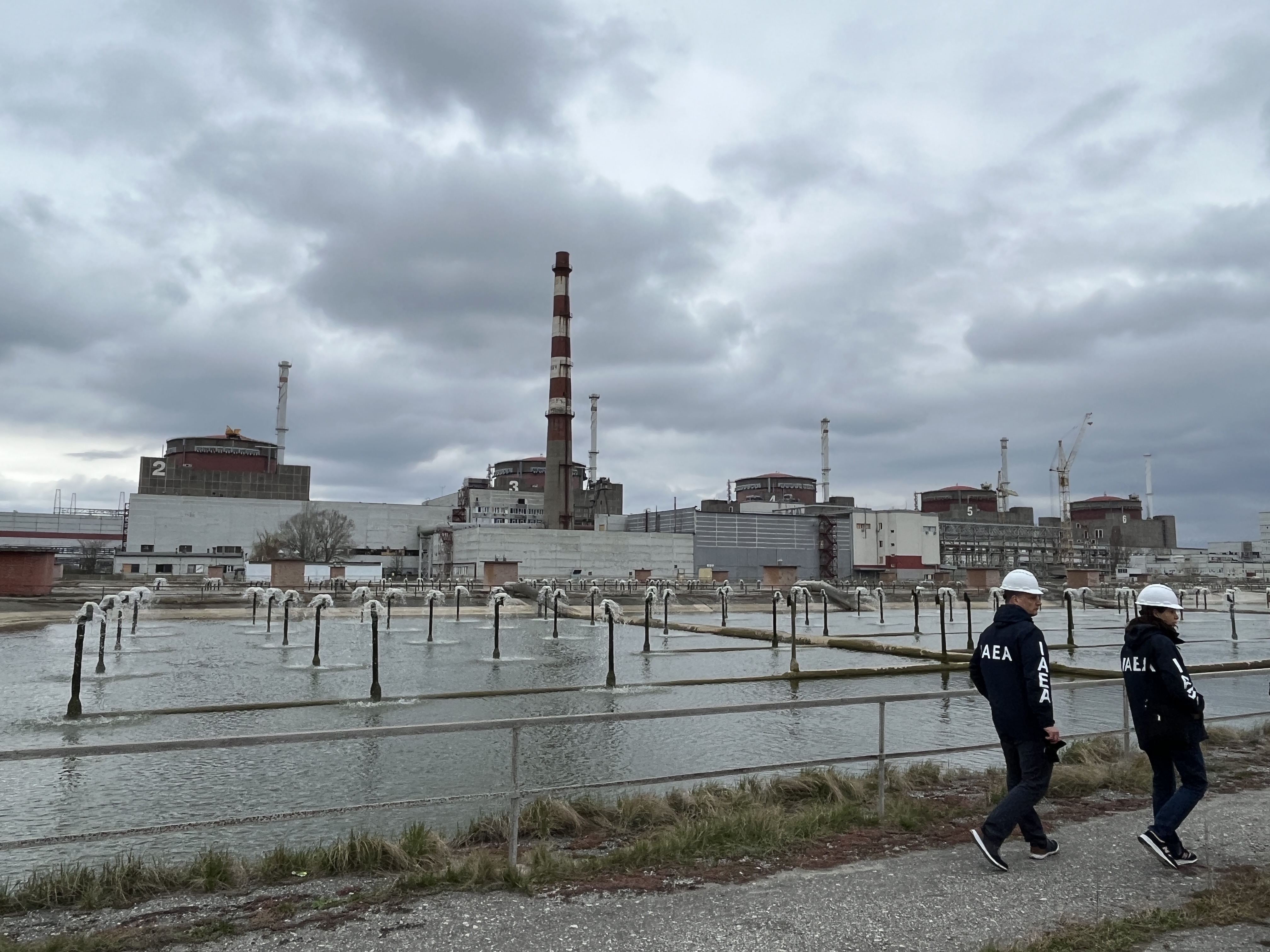
Visite de Rafael Grossi, Directeur général de l'AIEA et de ses équipes à la centrale nucléaire de Zaporizhzhia, le 29 mars 2023

### Contexte diplomatique
Le Russie, membre permanent du Conseil de sécurité des Nations unies, a opposé son veto à toute résolution concernant le conflit russo-ukrainien, ce qui a conduit cet organe, par la résolution 2623 du 27 février 2022, à convoquer l'Assemblée générale des Nations unies en session extraordinaire d'urgence, conformément au précédent établi par la résolution 377 (V) de ladite Assemblée. Cette session a déjà, à la date de la résolution 78/316, adopté six résolutions sur le conflit en cours en Ukraine, condamnant l'agression menée par la Russie, exigeant le retrait immédiat et intégral de ses forces et des éléments sous son contrôle effectif du territoire ukrainien internationalement reconnu, s'étendant au eaux territoriales, le strict respect du droit de la guerre et du droit international humanitaire, et réitérant son attachement à l'intégrité territoriale, l'unité et l'indépendance politique de l'Ukraine ainsi qu'à l'intangibilité et l'inviolabilité de ses frontières internationales.
Si ce n'est pas dans ce cadre qu'a été adopté la résolution 78/316, mais dans celui de la 78e session ordinaire de l'Assemblée générale, la teneur de la résolution se situe en droite ligne des exigences et des principes rappelés par les six résolutions précédentes, en se concentrant en particulier sur le cas de la situation de la centrale nucléaire de Zaporijjia. L'Assemblée avait déjà adopté la résolution 68/262 en 2014 et d'autres résolutions depuis, dont une le 19 décembre 2023, relative aux droits humains dans les territoires ukrainiens temporairement occupés, y compris la république autonome de Crimée et la ville de Sébastopol.
Les résolutions adoptées par l'Assemblée générale n'ont toutefois pas explicitement de valeur juridique contraignante, les articles 11 et 12 de la Charte des Nations unies lui réservant le pouvoir de « faire des recommandations ».

## Résolution

### Préambule
L'Assemblée générale rappelle en préambule les principes généraux s'imposant aux États en vertu de la Charte des Nations unies tels que l'obligation de ne pas recourir à la force armée, de respecter l'intégrité territoriale et l'indépendance politiques de tous les autres États, de régler pacifiquement les différends, et le principe que toute acquisition de territoire à la suite de l'emploi de la force est considérée comme dépourvue de valeur juridique. L'Assemblée réaffirme également les exigences et principes édictés dans les résolutions adoptées par la onzième session extraordinaire d'urgence, ainsi que par ses résolution de 2014 et de 2023 et une résolution concernant l'AIEA, adoptées lors de sessions ordinaires.
Elle rappelle que la Cour internationale de justice a ordonné le 16 mars 2022 à la fédération de Russie de suspendre toutes ses actions offensives en Ukraine à titre conservatoire. À cet occasion elle a également ordonné, en application du droit de la guerre, – dont le 1er Protocole additionnel de 1977 au conventions de Genève de 1949 (auquel l'Ukraine comme la Russie sont parties) –, que les installations contenant des forces dangereuses, telles que les centrales nucléaires, ne fassent pas être l'objet d'attaques, y-compris dans le cas où elle constituerait des objectifs de nature militaire, lorsque de telles attaques pourraient provoquer la libérations desdites forces et conséquemment causer des dommages à la population civile.
L'Assemblée générale note les diverses résolutions de la Conférence générale et du Conseil des Gouverneurs de l'AIEA concernant l'interdiction de frapper ou de menace de frapper les centrales nucléaires et évaluant la situation en Ukraine, et que la Conférence de haut niveau sur la paix en Ukraine, qui s’est tenue les 15 et 16 juin 2024 a souligné l'importance d'un usage sûr, sécurisé et respectueux de l'environnement de l'énergie nucléaire et des installations nucléaires et d'un retour desdites installations sous le contrôle souverain de l'Ukraine. Elle appelle au strict respect des « sept piliers indispensables pour assurer la sûreté et la sécurité nucléaires dans un conflit armé » définis par le Directeur général de l'AIEA Rafael Grossi.
Elle condamne les attaques de la Russie contre l'infrastructure énergétique de l'Ukraine, et se déclare préoccupé par le risque présenté par la situation actuelle due à l'occupation illicite de la centrale par les forces russes, citant un refus d'accès au personnel ukrainien, divers manquement de maintenance de routine, une rupture des chaînes d'approvisionnement, le déploiement de mines autour de la centrale et d'autres actions de nature à compromettre sérieusement le respect des « sept piliers » et par conséquent accroissant considérablement le risque de dommage à la population civile ukrainienne et à celles des autres États voisins.

### Dispositif
La résolution réaffirme en premier lieu une nouvelle fois son attachement à la souveraineté, l'indépendance, l'unité et l'intégrité territoriale de l'Ukraine dans son territoire internationalement reconnu, y-compris ses eaux territoriales, et exige que la fédération de Russie cesse sans délai son agression contre l'Ukraine, et retire ses forces sans condition,.
Elle exige ensuite que la Russie retire en urgence ses forces militaires et autres personnels non autorisés de la centrale nucléaire de Zaporijjia, et qu'elle en restitue intégralement le contrôle à l'Ukraine, afin d'en garantir la sécurité conforment aux appels des instances de l'AIEA et des accords passés entre cette agence et le gouvernement ukrainien. Jusqu'à la remise du contrôle de la centrale à l'Ukraine, l'Assemblée générale demande à la Russie de garantir rapidement un accès à la mission d'appuie et d'assistance de l'AIEA à toutes les zones de la centrale importantes pour la sûreté et la sécurité du site. Elle lui demande instamment de retirer les mines antipersonnels qu'elle a placées autour de la centrale,.
Elle condamne l'inobservation par la Russie de ses résolutions précédentes et de celles de l'AIEA et demande l'arrêt immédiat des attaques contre les infrastructures énergétiques ukrainiennes,.
Elle demande à toutes les parties de respecter le droit international humanitaire, les « sept piliers » et les cinq principes énoncés par le Directeur général de l'AIEA pour garantir la sécurité de la centrale.
Enfin, elle salue et encourage les actions menées par l'AIEA, son Directeur général et sa mission d'appuie et d'assistance physiquement présente à Zaporijjia, et invite tous les États membres à soutenir ces efforts et la mise en œuvre de garanties pour la sécurité nucléaire dans toutes les installations de l'Ukraine. Elle prie le secrétaire général d'offrir ses bons offices en étroite coopération avec le Directeur général de l'AIEA, et décide de demeurer saisie de la question pour sa prochaine session ordinaire.

## Vote et réactions
La résolution a été proposée par l'Ukraine et soutenue par 50 autres États. Elle a été adoptée par 99 voix pour, 9 voix contre (Biélorussie, Cuba, Érythrée, Mali, Nicaragua, Syrie, Burundi, Russie, Corée du Nord), et 60 abstentions (dont l'Inde, la Chine, le Mexique, ou encore le Sri Lanka). 25 États n'ont pas participé au vote.
Sergiy Kyslytsya, le représentant permanent de l'Ukraine auprès de l'ONU, a présenté la résolution et affirmé que la Russie continuait de « violer les principes technologique et physiques essentiels de la sûreté nucléaire ».
Volodymyr Zelensky, le président de l'Ukraine, s'est félicité de l'adoption de la résolution, qui constituait selon lui « une nouvelle étape importante sur le chemin de la restauration du respect de la Charte des Nations unies et du droit international »,.
Josep Borrell, le haut représentant de l'Union européenne pour les affaires étrangères et la politique de sécurité a salué l'adoption de la résolution, dans la lignée du sommet pour la paix en Ukraine du 15 et 16 juin 2024, rappelant qu'« Il y a trop en jeu pour le peuple ukrainien, ses voisins, y compris la Russie, et la région en général ».
En revanche, le représentant permanent adjoint de la Russie auprès de l'ONU, Dmitry Polyansky, a critiqué la démarche de l'Assemblée générale, estimant qu'il s'agissait d'obtenir une forme d'approbation de la part de l'organisation mondiale pour le sommet de juin 2024, et a accusé l'Ukraine et les États occidentaux de politiser la situation et de promouvoir « le faux récit occidental sur la menace nucléaire en Ukraine ». Il a attribué les menaces sur la centrale à des prétendues attaques ukrainiennes en brandissant ce qu'il déclarait comme étant un morceau de drone ukrainien qui aurait visé l'installation.

## Voir également
- Résolution 68/262 de l'Assemblée générale des Nations unies
- Résolution 73/194 de l'Assemblée générale des Nations unies
- Onzième session extraordinaire d'urgence de l'Assemblée générale des Nations unies
- Guerre russo-ukrainienne
- Invasion de l'Ukraine par la Russie
- Sécurité nucléaire